# Angiografia con fluorescina
L'Angiografia con fluoresceina (FA) o fluorangiografia (FAG) è una metodica strumentale utilizzata in oftalmologia per lo studio della circolazione retinica e coroideale tramite l'uso del pigmento fluorescente fluoresceina e di una fundus camera. Grazie ad essa i medici oculisti possono osservare con particolare accuratezza lo stato di salute delle due strutture oculari.
Dopo che la fluoresceina sodica è stata iniettata nella circolazione sistemica, il fondo della retina viene illuminato con luce blu di lunghezza d'onda 490 nanometri e l'angiogramma è ottenuto fotografando la luce fluorescente emessa dal colorante in circolo. Questa indagine è considerata dunque un test con mezzo di contrasto.
Le tracce di fluoresceina sono eliminate tramite le urine che possono dunque prendere un colore dal giallo intenso all'arancione.
L'angiografia con fluoresceina è solo una delle numerose applicazioni mediche di questo colorante e le forti reazioni avverse vanno considerate in ciascun caso.
Grazie a questo esame si riescono a mettere in evidenza le aree non irrorate (ischemiche) ed eventuali lesioni provocate dalla neovascolarizzazione retinica. Può essere utilizzato come una mappa: consente al medico di trattare con precisione le zone malate con uno speciale laser argon.

## Equipaggiamento
- Filtro stimolante: permette la stimolazione con sola luce blu. A seconda dello specifico filtro utilizzato, la retina può essere stimolata con una lunghezza d'onda compresa tra 465 e 490 nm. La maggior parte dei filtri in commercio permette il passaggio di luce con lunghezza d'onda specifica di 490 nm.
- Filtro di barriera: filtro che permette il passaggio della sola luce giallo-verde (fluorescente) in entrata alla camera. La lunghezza d'onda ottimale è di 525 nm, ma si possono trovare esemplari con banda passante compresa tra 520 e 530 nm.
- Fundus camera
- Equipaggiamento per iniezione endovenosa

## Tecnica
- In primo luogo, per documentare la condizione retinica, vengono eseguite una foto fundus a colori ed una aneritra (red-free), in cui l'elevato contrasto e l'eliminazione della luce rossa permettono una migliore visualizzazione della vascolarizzazione retinica.
- Una dose da 2-5 ml di fluorescina viene iniettata endovena nel braccio o nella mano.
- Una volta che la fluorescina raggiunge la circolazione retinica (circa 10 secondi), viene ripresa in media un'immagine al secondo per 20 secondi, in alternativa un filmato.
- Immagini "tardive" vengono riprese dopo 5 e 10 minuti, in alcuni casi fino a 15 minuti dopo l'iniezione.

## Riempimento vascolare normale
È in primo luogo necessario ricordare che l'irrorazione arteriosa retinica, e dunque il trasporto della fluoresceina, è garantita dall'arteria carotide interna tramite la sua prima diramazione, l'arteria oftalmica, che giunge alla retina tramite l'arteria centrale della retina.
i tempi sono da considerarsi approssimativi
- 0 secondi - iniezione di fluoresceina
- 9.5 secondi - arterie ciliari posteriori
- 10 secondi - flush coroideale (o "fase pre-arteriosa")
- 10-12 secondi - fase arteriosa
- 13 secondi - fase di transizione capillare
- 14-15 secondi - fase "laminare" o "artero-venosa"
- 16-17 secondi - fase venosa
- 5 minuti ed oltre - fase tardiva

## Valutazione
Segni patologici sono riconosciuti tramite il riconoscimento di iperfuorescenza o ipofluorescenza,

### Cause di iperfluorescenza
- Autofluorescenza (es. drusen del nervo ottico, amartoma)
- Effetto "finestra" (atrofia EPR permette di vedere distintamente il flush coroideale sottostante)
- Leakage (per esempio leakage capillare, aneurismi, neovascolarizzazione)
- Pooling
- Staining
- Vascolatura anormale

### Cause di ipofluorescenza
- Mascheramento (per esempio emorragie sovrastanti)
- Deficit di perfusione (ipoperfusione capillare/ischemia)
- Oltre alla valutazione della fluorescenza, il tempo di riempimento vasale permette di rintracciare anomalie del flusso sanguigno.